# Trittico del Giudizio universale
Il Trittico del Giudizio Universale è un dipinto, tempera su tavola di pioppo (pannello centrale 103x65 cm, pannelli laterali 103x28 ciascuno), di Beato Angelico e bottega, databile al 1450 circa e conservato nella Gemäldegalerie di Berlino. Esiste una copia tardo cinquecentesca del tutto uguale alla prima, che in passato si trovava nella Convento dei Cappuccini (Leonforte), a Leonforte, adesso fa parte di una collezione privata.

## Descrizione e stile
L'opera faceva anticamente parte di un unico pannello, che venne tagliato in tre parti in un'epoca posteriore imprecisata. L'impostazione del dipinto riprende il Giudizio universale di Santa Maria degli Angeli (1431 circa), ma il carattere è più arcaico per via del fondo oro. La composizione cita fedelmente la tavola precedente, con il Cristo Giudice attorniato da santi e beati, disposti però in cerchi che scalano in profondità, come nell'Incoronazione della Vergine degli Uffizi (1435). Le figure sono però più allungate, tipiche della produzione tarda, ed alcuni dettagli ricordano opere successive, come il Cristo che ricorda nella posa il Giudice della volta della Cappella di San Brizio a Orvieto (1447). La tavola, con ampie parti attribuite alla bottega (forse a Zanobi Strozzi, che fu anche un apprezzato miniatore), viene quindi di solito datata al 1450 circa, anche per le similitudini con il Trittico del Giudizio universale, Ascensione e Pentecoste di palazzo Corsini a Roma (come la fila unica dei sepolcri scoperchiati), collocabile nel periodo 1450-1455.
Il secondo dipinto, che si trovava a Leonforte, veniva anche citato nel Testamento del Principe di Leonforte, Nicolò Placido Branciforti, conte di Raccuja.